# Siegfried Lokatis
Siegfried Lokatis (* 1. Oktober 1956 in Essen) ist ein deutscher Zeithistoriker und Buchwissenschaftler.

## Leben
Lokatis studierte Geschichte, Philosophie, Archäologie und Orientalistik an der Ruhr-Universität Bochum und in Pisa. 1985 legte er sein erstes Staatsexamen ab und wurde als Stipendiat der FAZIT-Stiftung bei Hans Mommsen mit der Dissertation Hanseatische Verlagsanstalt. Politisches Buchmarketing im „Dritten Reich“ zum Dr. phil. promoviert. 1992 legte er das zweite Staatsexamen ab.
Danach war er wissenschaftlicher Mitarbeiter am Forschungsschwerpunkt Zeithistorische Studien (heute: Zentrum für Zeithistorische Forschung). Von 2001 bis 2005 war er in das DFG-Projekt „Internationale Literatur im Spannungsfeld deutsch-deutscher Literaturpolitik“. Der Verlag Volk und Welt an der Universität Potsdam eingebunden und betreute 2004/05 eine Ausstellung zum Verlag Volk und Welt am Dokumentationszentrum Alltagskultur der DDR in Eisenhüttenstadt und später in Marienborn.
2004 habilitierte er sich in Neuerer Geschichte an der Universität Potsdam. 2006 wurde er Professor am Institut für Kommunikations- und Medienwissenschaft der Universität Leipzig. Er forscht insbesondere zur Verlags- und Buchhandelsgeschichte.
Lokatis engagiert sich für die Zukunft der Buchwissenschaft als Forschungsdisziplin. So erschien 2011 beim Verlag Edition Hamouda das Projekt Buchgeschichten. Wege zur Weltliteratur, 2012 folgten Neue Buchgeschichten. Wege zur Weltliteratur. In diesen Publikationen finden sich populärwissenschaftliche Texte zu den Klassikern der Weltliteratur, die dem Leser die Originaltexte näherbringen sollen.
Lokatis ist Mitglied der Historischen Kommission des Börsenvereins des Deutschen Buchhandels.

## Auszeichnungen
- 2011: Leipziger Lerche

## Schriften (Auswahl)
- Antisemitismus, Volkstumsgedanke und die Organisation völkischer Gesinnungsliteratur unter besonderer Berücksichtigung Wilhelm Stapels, Dissertation Staatliches Prüfungsamt für Lehrämter an Schulen, Lehrerprüfungsarbeit, Bochum 1985, OCLC 248042365
- Hanseatische Verlagsanstalt. Politisches Buchmarketing im „Dritten Reich“. In: Archiv für Geschichte des Buchwesens, Band 38. Buchhändler-Vereinigung, Frankfurt am Main 1992, ISBN 978-3-7657-1723-9, S. 1–189.
- (mit Simone Barck, Martina Langermann): „Jedes Buch ein Abenteuer“. Zensur-System und literarische Öffentlichkeiten in der DDR bis Ende der sechziger Jahre (= Zeithistorische Studien. Band 9). Akademie Verlag, Berlin 1997, ISBN 3-05-003118-2.
- (als Hrsg. mit Ingrid Sonntag): Heimliche Leser in der DDR. Kontrolle und Verbreitung unerlaubter Literatur. C. Links Verlag, Berlin 2008, ISBN 978-3-86153-494-5.
- Der rote Faden. Kommunistische Parteigeschichte und Zensur unter Walter Ulbricht (= Zeithistorische Studien. Band 25). Böhlau Verlag, Köln, Weimar, Wien 2003, ISBN 3-412-04603-5.
- (als Hrsg. mit Ingrid Sonntag): 100 Jahre Kiepenheuer-Verlage. Links, Berlin 2011, ISBN 978-3-86153-635-2.
- (als Hrsg.): Neue Buchgeschichten. Wege zur Weltliteratur (= Liaisons Dossier. Nr. 2). Edition Hamouda, Leipzig 2012, ISBN 978-3-940075-59-8.
- (als Hrsg. mit Doreen Kunze, Fayçal Hamouda): Buchgeschichten. Wege zur Weltliteratur. Edition Hamouda, Leipzig 2013, ISBN 978-3-940075-75-8.
- (als Hrsg. mit Theresia Rost, Grit Steuer): Vom Autor zur Zensurakte. Abenteuer im Leseland DDR. Mitteldeutscher Verlag, Halle an der Saale 2014, ISBN 978-3-95462-110-1.
- (mit Sophie Kräußlich, Freya Leinemann): Luchterhand im Dritten Reich. Verlagsgeschichte im Prozess. (= Leipziger Arbeiten zur Verlagsgeschichte. Band 1). Dr. Ernst Hauswedell Verlag, Stuttgart 2018, ISBN 978-3-7762-1318-8.
- Verantwortliche Redaktion. Zensurwerkstätten der DDR (= Leipziger Arbeiten zur Verlagsgeschichte. Band 2). Dr. Ernst Hauswedell Verlag, Stuttgart 2019, ISBN 978-3-7762-1319-5.
- Leipziger Inselplakate. Edition Hamouda, Leipzig 2021, ISBN 978-3-95817-057-5.
- (als Hrsg. mit Martin Hochrein): Die Argusaugen der Zensur. Begutachtungspraxis im Leseland DDR (= Leipziger Arbeiten zur Verlagsgeschichte. Band 3). Dr. Ernst Hauswedell Verlag, Stuttgart 2021, ISBN 978-3-7762-2104-6.